# Naranjo (Costa Rica)
Pour les articles homonymes, voir Naranjo (homonymie).
Naranjo est un district qui fait partie du canton homonyme, dans la province de Alajuela au Costa Rica.

## Personnalités liées à la commune
- Brandon Aguilera (2003-), footballeur né à Naranjo.